# پوکاو
پوکاو (به آلمانی: Pockau) یک منطقهٔ مسکونی در آلمان است که در Pockau-Lengefeld واقع شده‌است. پوکاو ۳٬۸۶۷ نفر جمعیت دارد.